# Bismut natiu
El bismut és un mineral de la classe dels elements natius, que pertany al grup de l'arsènic. Com a element químic, el bismut va ser oficialment descobert l'any 1753 pel científic francès Claude Geoffroy. L'origen del nom prové de les paraules alemanyes Weisse Masse que significa massa blanca. Des de l'any 1400, el nom de l'element és present en alguns tractats científics.

## Classificació
El bismut es troba classificat en el grup 1.CA.05 segons la classificació de Nickel-Strunz (1 per a Elements; C per a Metal·loides i no metalls i A per a Minerals del grup de l'arsènic; el nombre 05 correspon a la posició del mineral dins del grup). En la classificació de Dana el mineral es troba al grup 1.3.1.4.

## Característiques
La bismut és un mineral de fórmula química Bi. Cristal·litza en el sistema trigonal. La seva duresa a l'escala de Mohs és 2 a 2,5. Es troba sovint en hàbit granular, generalment en cristalls anhèdrics o subhèdrics en matrius. També lamel·lar.

## Formació i jaciments
Es troba en vetes hidrotermals associades a menes de cobalt, níquel, argent i estany en pegmatites i filons de quars amb minerals d'estany i wolframi associats. S'ha descrit en tots els continents, tot i que a Europa i Amèrica del Nord no ha estat descrit mai en mines en actiu. A Catalunya ha estat trobat al massisos del Montnegre-Montseny, a Sant Celoni (Vallès Oriental, Barcelona), a la mina Fra Joan, al pic de Costabona (Ripollès, Girona), a la mina Eureka, a Castell-estaó (Pallars Jussà, Lleida), la mina Balcoll, a Falset (Priorat, Tarragona), els jaciments de la Coma Fosca, la Roca de Ponent i Sant Miquel i la mina Atrevida, aquests últims a Vimbodí (Conca de Barberà, Tarragona).

## Galeria

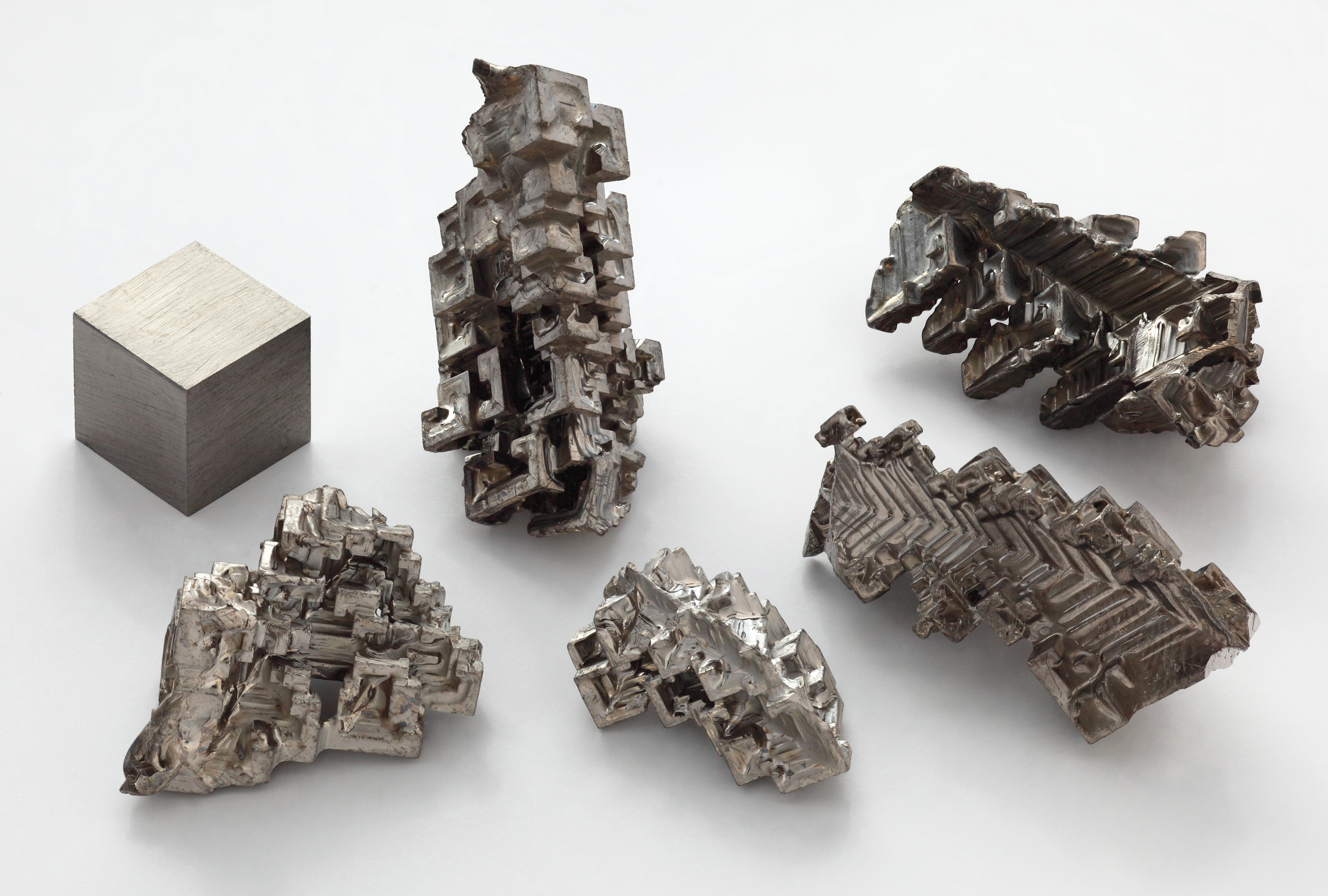
Cristalls de bismut sintètics frescos (sense oxidar)
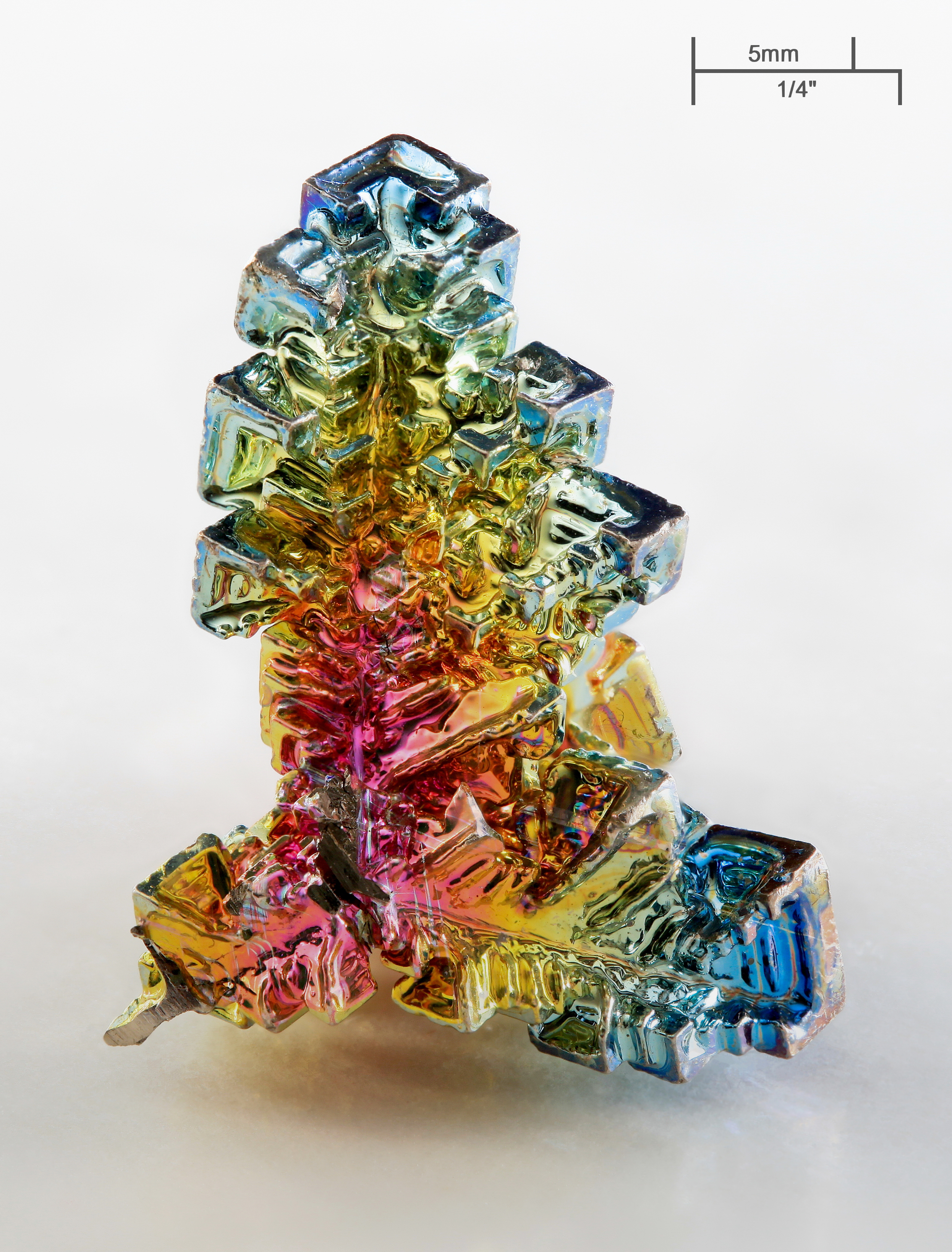
Cristall sintètic de bismut
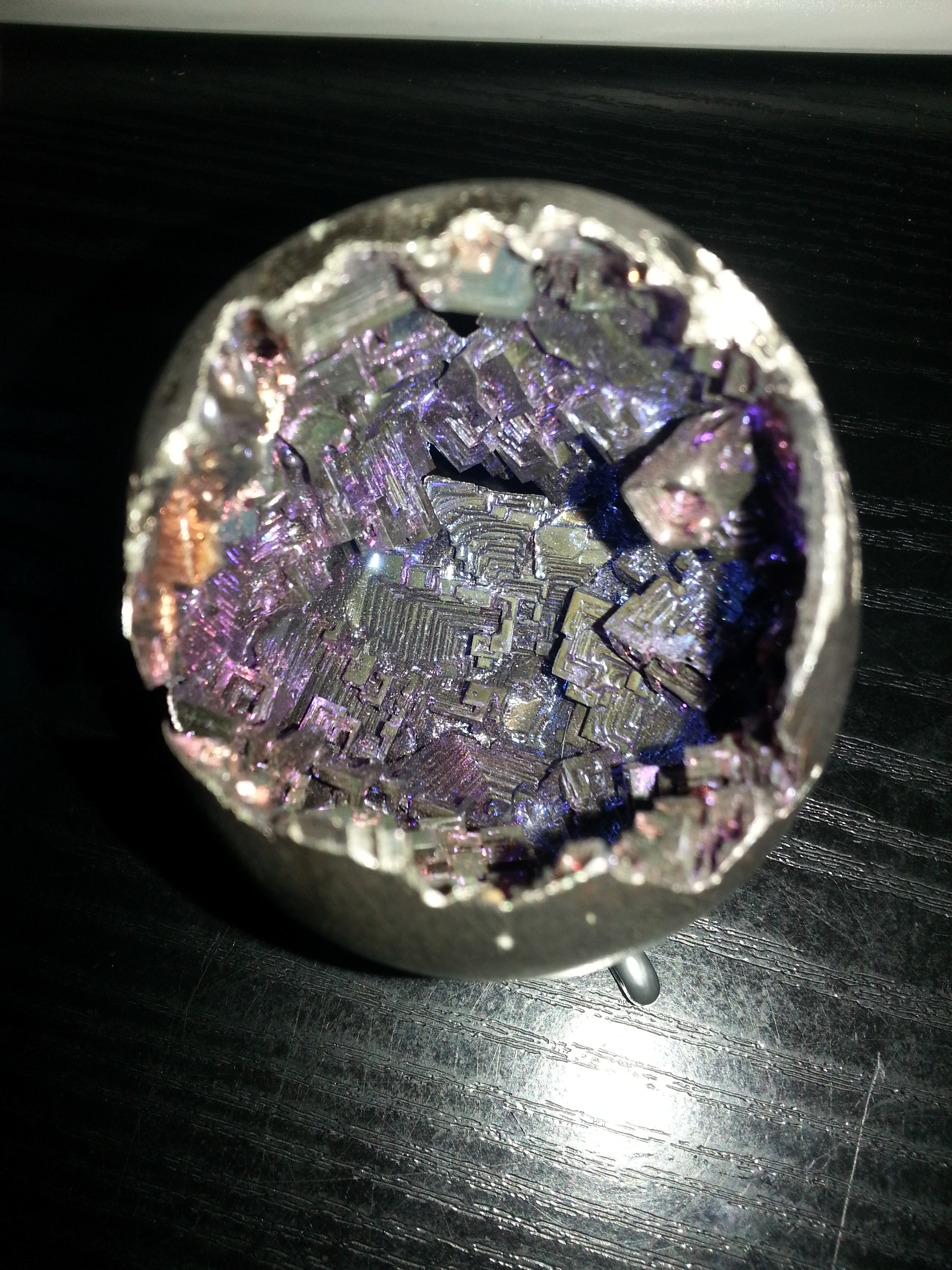
Bismut
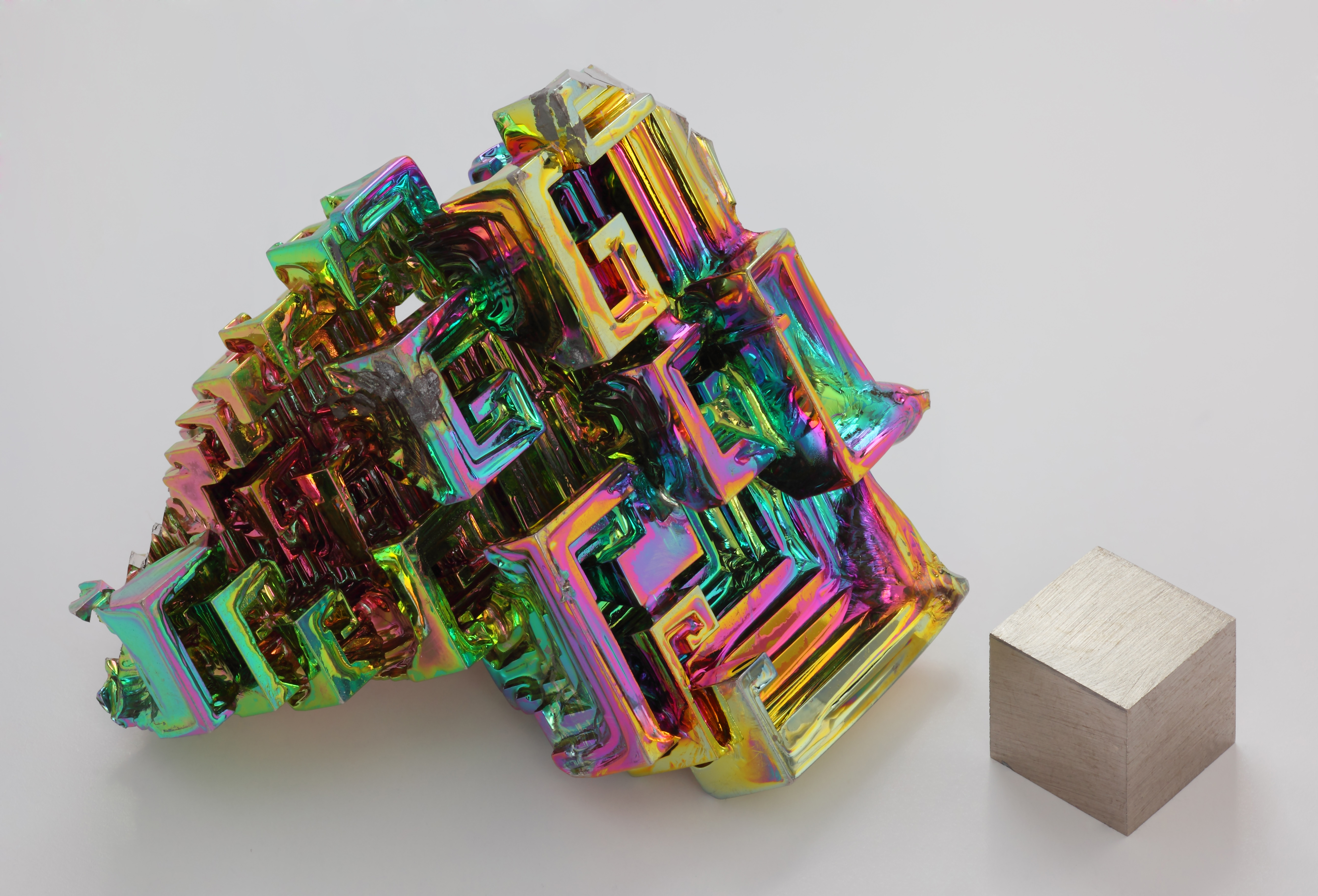
Cristall sintètic de bismut
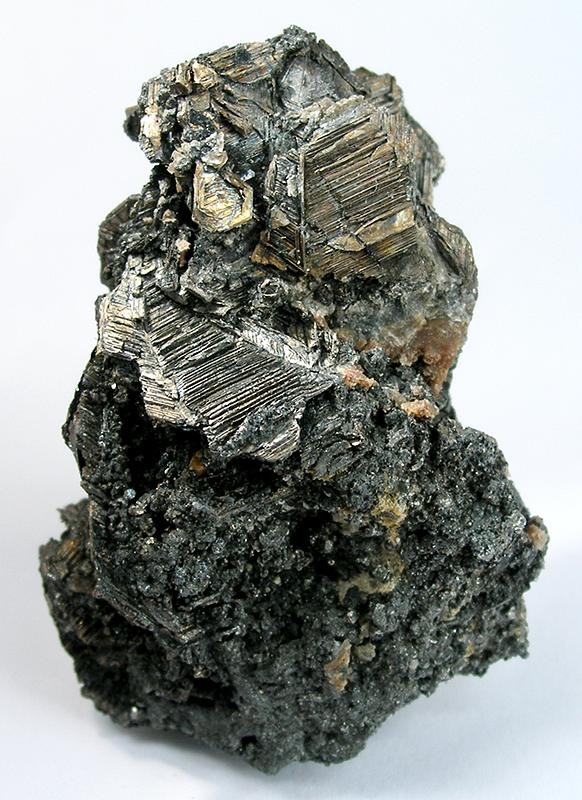
Bismut natiu